# زیگما۸
آژانس ارتباط خلاق ۳۶۰ درجه زیگما۸ یا به اختصار زیگما۸، آژانس تبلیغاتی, بازاریابی و برندینگ مستقر در تهران می‌باشد که در سال ۲۰۱۴ تأسیس شده‌است. این آژانس جزو اولین آژانس‌های تبلیغاتی است که پس از لغو اولیه تحریم‌ها علیه ایران موفق شد به عنوان عضو وابسته انجمن آژانس‌های تبلیغاتی آمریکا به عضویت رسمی این سازمان درآید. زیگما۸ موفق به دریافت جایزه سیمرغ  چاپ برای چاپ نفیس‌ترین اثر تبلیغاتی در کمپین برج مان از جشنواره صنعت چاپ توسط وزارت فرهنگ وارشاد اسلامی شد.
فایننشیال تریبون به نقل از نشریه تخصصی انگلیسی The Drum، زیگما۸ را یکی از فعال‌ترین آژانسهای تبلیغاتی ایران بر شمرده و به میر دامون میر، مدیر این آژانس به عنوان یکی از فعالان پیشکسوت در حوزه ارتباطات بازاریابی در ایران اشاره می‌کند. میر دامون میر در جشنواره‌های مختلفی چون جشنواره تبلیغاتی نیویورک و SEGD، عضو هیئت داوران بوده است. 

## جوایز
- ۱۳۹۸: برنده سرو نقره‌ای در بخش نشان و هویت بصری از انجمن صنفی طراحان گرافیک ایران [۱۱][۱۲]
- ۱۳۹۵: برنده مسابقه بزرگ خلاقیت در طراحی بسته‌بندی در سال [۱۳]
- ۱۳۹۳: برنده جایزه سیمرغ چاپ از وزارت فرهنگ و ارشاد اسلامی برای نفیس‌ترین اثر چاپی در زمینه تبلیغات برای کمپین تبلیغاتی برج مان.
- ۲۰۲۰: برترین شرکت ‌B2B در خاورمیانه از طرف وبگاه Clutch.co [۱۴]
- ۲۰۲۰: برترین شرکت ‌B2B در ایران از طرف وبگاه Clutch.co
- ۱۳۹۵: برنده شاهین برنزی در بخش برندینگ از دومین دوره جشنواره تبلیغات ایران [۱۵]
- ۲۰۲۰: کسب رتبه دوم در بخش Most Admired B2B Marketing از نهمین جشنواره برندینگ و تبلیغات ACEF [۱۶]
- ۲۰۲۰: کسب رتبه اول در بخش Most Admired BTL Agency for Customer Engagement از نهمین جشنواره Global Customer Engagement Award
- ۲۰۲۰: کسب رتبه اول در بخش Experiential Marketing از نهمین جشنواره Global Customer Engagement Award
- ۲۰۲۰: کسب رتبه اول در بخش Events and Promotions از نهمین جشنواره Global Customer Engagement Award [۱۷]
- عضو رسمی انجمن آژانس های تبلیغاتی آمریکا یا 4A [۱۸]